# Mythozoum variabile
Mythozoum variabile là một loài bọ cánh cứng trong họ Cerambycidae.